# 文頌男
文頌男（1995年5月26日—2024年7月13日），原名陳文男，中泰混血兒，香港男演員及節目主持。曾在網上媒體閃芒以及無綫電視J2節目《不正常愛情研究所》擔任節目主持。

## 簡歷
文頌男在2023年10月確診患上罕見癌症尤文氏肉瘤，之後全面停工及積極接受治療。唯獨在他透露已完成25次放射治療後，病情反覆。在2024年7月13日離世，得年29歲。

## 外部連結
- 文頌男的Instagram帳戶